# Европско првенство у атлетици на отвореном 1938 — скок мотком за мушкарце
Такмичење у скоку мотком у мушкој конкуренцији на 2. Европском првенству у атлетици 1938. одржано је 3. септембра на стадиону Коломб у Паризу.
Титулу освојену на 1. Европском првенству 1934. у Торину није бранио Густав Венгер из Немачке

## Земље учеснице
Учествовало је 14. такмичарки из 12 земаља.
1. Белгија  (1)
2. Данска  (2)
3. Естонија  (1)
4. Италија  (1)
5. Мађарска (1)
6. Немачка (1)
7. Пољска  (1)
8. Румунија (1)
9. Уједињено Краљевство (1)
10. Финска  (1)
11. Француска  (2)
12. Шведска (1)

## Рекорди
| Рекорди пре почетка Европског првенства 1938.     | Рекорди пре почетка Европског првенства 1938. | Рекорди пре почетка Европског првенства 1938. | Рекорди пре почетка Европског првенства 1938. | Рекорди пре почетка Европског првенства 1938. |
| ------------------------------------------------- | --------------------------------------------- | --------------------------------------------- | --------------------------------------------- | --------------------------------------------- |
| Светски рекорд                                    | Били Сефрон, Сједињене Америчке Државе        | 4,54                                          | Лос Анђелес, САД                              | 29. мај 1937.                                 |
| Светски рекорд                                    | Ерл Медоуз Сједињене Америчке Државе          | 4,54                                          | Лос Анђелес, САД                              | 29. мај 1937.                                 |
| Европски рекорд                                   | Charles Hoff, Норвешка                        | 4,25                                          | Осло, Норвешка                                | 27. септембар 1935.                           |
| Рекорди Европских првенстава                      | Густав Венгер, Немачка                        | 4,00                                          | Торино, Италија                               | 7. септембар 1934.                            |
| Рекорди Европских првенстава                      | Бо Јунгберг, Шведска                          | 4,00                                          | Торино, Италија                               | 7. септембар 1934.                            |
| Рекорди после завршетка Европског првенства 1938. |                                               |                                               |                                               |                                               |
| Рекорди Европских првенстава                      | Карл Сутер, Немачка                           | 4,05                                          | Париз, Француска                              | 3. септембар 1938.                            |

## Освајачи медаља
|                    |                     |                         |
| Карл Сутер Немачка | Бо Јунгберг Шведска | Пјер Рамадије Француска |

## Резултати

### Финале
| Пласман | Такмичар          | Земља                | Време | Белешке |
| ------- | ----------------- | -------------------- | ----- | ------- |
|         | Карл Сутер        | Немачка              | 4,05  | РЕП     |
|         | Бо Јунгберг       | Шведска              | 4,00  |         |
|         | Пјер Рамадије     | Француска            | 4,00  |         |
| 4.      | Вилхем Шнајдер    | Пољска               | 4,00  |         |
| 5.      | Марио Ромео       | Италија              | 4,00  |         |
| 6.      | Аулис Рејника     | Финска               | 3,90  |         |
| 7.      | Ричард Вебстер    | Уједињено Краљевство | 3,80  |         |
| 8.      | Рихард Кипсар     | Естонија             | 3,70  |         |
| 9.      | Ернст Ларсен      | Данска               | 3,70  |         |
| 10.     | Свенд Оге Томсен  | Данска               | 3,70  |         |
| 11      | Робер Винтуски    | Француска            | 3,50  |         |
| 12      | Карол Eilhardt    | Румунија             | 3,50  |         |
| -       | Франс ван Петехем | Белгија              | НВ    |         |
| -       | Виктор Жуфка      | Мађарска             | НВ    |         |

## Укупни биланс медаља у скоку мотком за мушкарце после 2. Европског првенства 1934—1938.
|    | Земља      | Злато | Сребро | Бронза | Укупно |
| -- | ---------- | ----- | ------ | ------ | ------ |
| 1. | Немачка    | 2     | 0      | 0      | 2      |
| 2. | Шведска    | 0     | 2      | 0      | 2      |
| 3. | Финска     | 0     | 0      | 1      | 1      |
| 3. | Француска  | 0     | 0      | 1      | 1      |
|    | Укупно {4} | 2     | 2      | 2      | 6      |

|                                       | Атлетичар                             | Земља                                 | Злато                                 | Сребро                                | Бронза                                | Укупно                                |
| Није био вишеструких освајача медаља. | Није био вишеструких освајача медаља. | Није био вишеструких освајача медаља. | Није био вишеструких освајача медаља. | Није био вишеструких освајача медаља. | Није био вишеструких освајача медаља. | Није био вишеструких освајача медаља. |
| ------------------------------------- | ------------------------------------- | ------------------------------------- | ------------------------------------- | ------------------------------------- | ------------------------------------- | ------------------------------------- |